# Yaqublu (Oğuz)
Yaqublu è un comune dell'Azerbaigian situato nel distretto di Oğuz. Conta una popolazione di 603 abitanti.